# 최현준 (배우)
최현준은 대한민국의 배우이다.

## 출연

### 방송

#### 드라마
- 2016년 JTBC 《욱씨남정기》 - 남우주 역
- 2017년 KBS 2TV 《이름 없는 여자》 - 김가야 역